# Grammatik des Niederländischen
Die niederländische Grammatik behandelt in systematischer Form die Eigenschaften der niederländischen Sprache. Diese lässt sich dem westgermanischen Zweig des Germanischen zuordnen. Die niederländische Grammatik in diesem Artikel ist die Grammatik der modernen niederländischen Sprache.

## Syntax
Wie alle germanischen Sprachen außer Englisch und Scots hat die niederländische Sprache eine Wortstellung mit einer V2-Stellung. Das heißt, im Niederländischen steht in Aussagesätzen das finite Verb (d. h. das Verb, das die Personalformen und Zeitstufe anzeigt) an zweiter Stelle; beliebige Satzteile können dabei die erste Stelle im Satz einnehmen:
| Satz                                                   | Übersetzung                                          |
| ------------------------------------------------------ | ---------------------------------------------------- |
| Jeroen koopt drop.                                     | Jeroen kauft Lakritze.                               |
| In de winter koopt Jeroen drop.                        | Im Winter kauft Jeroen Lakritze.                     |
| Ondanks zijn suikerziekte koopt Jeroen dagelijks drop. | Trotz seiner Diabetes kauft Jeroen täglich Lakritze. |
| Waarom koopt Jeroen drop?                              | Warum kauft Jeroen Lakritze?                         |
| Drop koopt Jeroen slechts af en toe.                   | Lakritze kauft Jeroen nur selten.                    |

In Nebensätzen hat das Niederländische zwei mögliche Wortstellungen:
|           |    | Vorfeld                                                    | linke Klammer | Mittelfeld    |               |  |  | rechte Klammer       |  | Nachfeld                                                    |
| Hauptsatz | a. | Tasman                                                     | heeft         | Nieuw-Zeeland |               |  |  | ontdekt              |  |                                                             |
|           |    | Tasman                                                     | hat           | Neuseeland    |               |  |  | entdeckt             |  |                                                             |
|           |    |                                                            |               |               |               |  |  |                      |  |                                                             |
|           | b. | In 1642                                                    | ontdekte      | Tasman        | Nieuw-Zeeland |  |  |                      |  |                                                             |
|           |    | 1642                                                       | entdeckte     | Tasman        | Neuseeland    |  |  |                      |  |                                                             |
|           |    |                                                            |               |               |               |  |  |                      |  |                                                             |
|           | c. | Niemand                                                    | had           |               |               |  |  | gedacht              |  | dat ook maar iets zou gebeuren.                             |
|           |    | Niemand                                                    | hatte         |               |               |  |  | gedacht              |  | dass irgendetwas passieren würde.                           |
|           |    | 'Niemand hatte gedacht, dass irgendetwas passieren würde.' |               |               |               |  |  |                      |  |                                                             |
| Nebensatz | d. |                                                            | dat           | Tasman        | Nieuw-Zeeland |  |  | heeft ontdekt        |  |                                                             |
|           |    |                                                            | dass          | Tasman        | Neuseeland    |  |  | hat entdeckt         |  |                                                             |
|           |    | ...'dass, Tasman Neuseeland entdeckt hat.'                 |               |               |               |  |  |                      |  |                                                             |
|           | e. |                                                            | dat           | Tasman        | Nieuw-Zeeland |  |  | ontdekt zou hebben.  |  |                                                             |
|           |    |                                                            | dass          | Tasman        | Neuseeland    |  |  | entdeckt würde haben |  | (üblicher im nördlichen Teil der Niederlande)               |
|           |    | ...'dass, Tasman Neuseeland entdeckt hätte.'               |               |               |               |  |  |                      |  |                                                             |
|           | f. |                                                            | dat           | Tasman        | Nieuw-Zeeland |  |  | zou hebben ontdekt.  |  |                                                             |
|           |    |                                                            | dass          | Tasman        | Neuseeland    |  |  | würde haben entdeckt |  | (üblicher in Belgien und im südlichen Teil der Niederlande) |
|           |    | ...'dass, Tasman Neuseeland entdeckt hätte.'               |               |               |               |  |  |                      |  |                                                             |

## Genus und Substantive
Das Niederländische kennt bei den Artikeln eine Utrum-Neutrum Unterscheidung, wobei das Utrum aus dem früheren Maskulinum und Femininum entstanden ist.

### Artikel

#### Bestimmte Artikel
Die bestimmten Artikel des Niederländischen sind de (Utrum und Plural) und het (Neutrum).
| Genus   | Singular | Plural      | Übersetzung |
| ------- | -------- | ----------- | ----------- |
| Utrum   | de man   | de mannen   | der Mann    |
| Utrum   | de vrouw | de vrouwen  | die Frau    |
| Neutrum | het kind | de kinderen | das Kind    |

#### Unbestimmte Artikel
Der unbestimmte Artikel des Niederländischen ist een. Die Aussprache ist normalerweise [ʏn], mit [e:n] ist die Zahl eins gemeint.
| Genus   | Singular  | Übersetzung |
| ------- | --------- | ----------- |
| Utrum   | een man   | ein Mann    |
| Utrum   | een vrouw | eine Frau   |
| Neutrum | een kind  | ein Kind    |

### Numerus der Substantive
Das Niederländische unterscheidet Singular (Einzahl) und Plural (Mehrzahl) als Numerusmerkmale.

#### Regelmäßige Pluralbildung
Die Pluralendungen der regelmäßigen Substantive werden mit den Endungen -en, -s und -eren gebildet.
Die Endung -en kommt am häufigsten vor. Der letzte Konsonant wird, falls der Vokal kurz ausgesprochen wird, verdoppelt. Diese Verdoppelung tritt nicht auf, falls die Endsilbe auf -el, -em, -es, -et, -ik oder -it endet. Falls ein Wort im Singular auf -f oder -s endet, wird dieser Konsonant im Plural oft zu -v beziehungsweise -z:
| Singular  | Plural      | Übersetzung | Anmerkung                                     |
| --------- | ----------- | ----------- | --------------------------------------------- |
| de vlag   | de vlaggen  | die Flagge  | kurzer Vokal                                  |
| het beest | de beesten  | das Tier    | langer Vokal                                  |
| de man    | de mannen   | der Mann    | kurzer Vokal                                  |
| de maan   | de manen    | der Mond    | langer Vokal                                  |
| het huis  | de huizen   | das Haus    | Singular endet auf -s                         |
| de monnik | de monniken | der Mönch   | Endsilbe auf -el, -em, -es, -et, -ik oder -it |

Die Endung -s folgt nur, wenn der Substantiv in einem offenen Vokal endet, oder, wenn die letzte Silbe ein schwa enthält. Bei offenen Vokalen wird ein Apostroph geschrieben, um zu verhindern, dass der Vokal als geschlossen gelesen würde:
| Singular  | Plural     | Übersetzung | Anmerkung                       |
| --------- | ---------- | ----------- | ------------------------------- |
| het café  | de cafés   | die Kneipe  | Offener Vokal                   |
| de auto   | de auto's  | das Auto    | Offener Vokal würde geschlossen |
| de jongen | de jongens | der Junge   | Schwa in Schlusssilbe           |

Im Niederländischen werden verschiedene Wörter mit der sogenannten Doppelplural -eren gebildet. Im Diminutivplural werden diese Substantive jedoch mit der Endung -s geformt.
Falls ein Wort im Singular auf -f, bzw. -s endet, wird diese Konsonant in der Plural manchmal zu -v, bzw. -z. Es handelt sich hier um Wörter, deren Stamm ursprünglich auf -v, bzw. -z ausgeht; eine Sprachregel schreibt jedoch vor, dass in diesen Fällen -f, bzw. -s geschrieben wird. Also nicht: huiz, kalv; sondern: huis, kalf.
Dies gilt also nicht für jene Wörter, deren Stamm auch historisch auf -f, bzw. -s ausgeht, z. B. de straf (Pl. straffen), Dt.: Strafe; de kus (Pl. kussen), Dt. Kuss.
|          | Plural      | Übersetzung | Anmerkung             |
| -------- | ----------- | ----------- | --------------------- |
| het kind | de kinderen | das Kind    |                       |
| het kalf | de kalveren | das Kalb    | Singular endet auf -f |
| het huis | de huizen   | das Haus    | Singular endet auf -s |

Substantive in der Diminutivform bekommen als Pluralendung -s.
| Singular    | Plural      | Übersetzung     | Anmerkung |
| ----------- | ----------- | --------------- | --------- |
| het dakje   | de dakjes   | das Dächlein    |           |
| het maantje | de maantjes | das Möndchen    |           |
| het raampje | de raampjes | das Fensterchen |           |
| het gaatje  | de gaatjes  | das Löchlein    |           |

#### Unregelmäßige Pluralbildung
Viele Wörter mit den Vokalen /ɑ/, /ɛ/, und /ɔ/ im Stamm bekommen im Plural keine Dopplung des Endkonsonanten, auch wird der Vokal im Plural lang ausgesprochen. Einige wenige Wörter mit dem Vokal /ɪ/ bekommen ebenfalls keine Dopplung des Endkonsonanten, dazu wird das-i im Plural als -e geschrieben. Endet ein Wort auf -d im Singular, wird dieser Konsonant als [t] ausgesprochen, im Plural aber als [d].
| Singular  | Plural      | Übersetzung             | Anmerkung             |
| --------- | ----------- | ----------------------- | --------------------- |
| het dak   | de daken    | das Dach                | [dɑk] → [da:kɛn]      |
| het gebed | de gebeden  | das Gebet               | [xɛbɛt] → [xɛbeːdɛn]  |
| de oorlog | de oorlogen | der Krieg               | [oːrlɔx] →[oːrloːxɛn] |
| het schip | de schepen  | das Schiff              | [sxɪp] → [sxeːpɛn]    |
| het pak   | de pakken   | der Anzug               | [pɑk] → [pɑkɛn]       |
| het bed   | de bedden   | das Bett                | [bɛt] → [bɛdɛn]       |
| de kop    | de koppen   | der Kopf (eines Tieres) | [kɔp] →[kɔpɛn]        |
| de kip    | de kippen   | das Huhn, die Henne     | [kɪp] → [kɪpɛn]       |

Substantive die im Singular enden auf -heid, bekommen im Plural die Endung -heden.
| Singular    | Plural       | Übersetzung     | Anmerkung                   |
| ----------- | ------------ | --------------- | --------------------------- |
| de overheid | de overheden | der Staat       | [oːvɛrɦɛɪt] → [oːvɛrɦe:dɛn] |
| de zwakheid | de zwakheden | die Schwachheit | [zʋɑkɦɛɪt] → [zʋɑkɦe:dɛn]   |

Für einige Zusammensetzungen mit -man wird der Plural mit -lui oder -lieden geformt:
| Singular        | Plural                                            | Übersetzung       | Anmerkung |
| --------------- | ------------------------------------------------- | ----------------- | --------- |
| de werkman      | de werklui                                        | der Arbeiter      |           |
| de brandweerman | de brandweerlieden (in Flandern: de brandweerlui) | der Feuerwehrmann |           |

Fremdwörter behalten, namentlich wenn sie in der Umgangssprache nur selten gebraucht werden, manchmal die Mehrzahlendung der ursprünglichen Sprache:
| Singular   | Plural    | Übersetzung | Anmerkung                                               |
| ---------- | --------- | ----------- | ------------------------------------------------------- |
| het museum | de musea  | das Museum  | (Latein; ebenso viele andere Wörter auf -um)            |
| de musicus | de musici | der Musiker | (Latein; ebenso viele andere "gelehrte" Wörter auf -us) |
| het saldo  | de saldi  | der Saldo   | (italienisch)                                           |

#### Plural- und Singularwörter
Im Niederländischen existieren verschiedene Wörter nur im Plural, z. B. hersenen ‚Gehirn‘, financiën ‚Finanzen‘ und Krankheiten wie waterpokken ‚Windpocken‘ oder mazelen ‚Masern‘.
Viele Stoffnamen wie melk ‚Milch‘ oder kwik ‚Quecksilber‘ hingegen, haben keinen Plural.

### Diminutive
Diminutive sind im Niederländischen sehr stark vertreten und immer sächlich. Die häufige Benutzung von Verkleinerungsformen soll oft eine freundliche Atmosphäre hervorrufen, aber kann auch ironisch gemeint sein. Dazu gibt es eine Anzahl lexikalisierte Diminutive, das heißt Wörter, die in der Diminutivform eine eigene Bedeutung erlangt haben. Nicht nur Substantive können in der niederländische Sprache verkleinert werden, sondern auch bestimmte Adjektive, Verben, Adverbien, Präpositionen und Numerale.
| Substantiv    | Diminutiv                 | Übersetzung     | Anmerkung                                      |
| ------------- | ------------------------- | --------------- | ---------------------------------------------- |
| de hand       | het handje                | das Händchen    | + -je                                          |
| de vrouw      | het vrouwtje              | die kleine Frau | Endsilbe auf -l, -n, -w, -r, -e → + -tje       |
| de auto       | het autootje              | das kleine Auto | Endsilbe auf -a, -o, -u → Vokaldopplung + -tje |
| de kraam      | het kraampje              | das Büdchen     | Endsilbe auf -m                                |
| de man de bal | het mannetje het balletje | die kleine Bude | Kurzvokal → Konsonantdopplung + -etje.         |

Es gibt auch einige unregelmäßigen Diminutive:
| Substantiv | Diminutiv    | Übersetzung           | Anmerkung                                                |
| ---------- | ------------ | --------------------- | -------------------------------------------------------- |
| het glas   | het glaasje  | das Gläschen, -lein   |                                                          |
| het blad   | het blaadje  | das Blättchen         |                                                          |
| het gat    | het gaatje   | das Löchlein          |                                                          |
| de jongen  | het jongetje | der kleine Junge      |                                                          |
| het vat    | het vaatje   | das Fässchen          | Aber: het handvat → het handvatje (der kleine Handgriff) |
| het schip  | het scheepje | das Schiffchen, -lein |                                                          |
| het pad    | het paadje   | das Pfädchen          |                                                          |

Lexikalisierte Diminutive mit einer eigenen Bedeutung:
| Diminutiv                                  | Übersetzung | Anmerkung |
| ------------------------------------------ | --- | --- |
| het ijs het ijsje                          | das Eis die Eiscrème                                                                                              | |
| de bon het bonnetje                        | der Strafzettel, der Kassenzettel der Kassenzettel                                                                | Kann auch ironisch/beleidigend gemeint werden: „Meneer agent, geeft u mij het bonnetje maar.“ ↔ „Herr Polizist, geben Sie mir das Strafzettelchen.“ |
| een stel een stelletje stelletje luilakken | ein Paar ein junges Paar Faulenzer!                                                                               | |
| een moetje de moetjes                      | Ausdruck für eine Heirat unter dem Eindruck einer bestehenden (ungeplanten) Schwangerschaft, wörtlich: muss-chen. | Verkleinertes Verb (müssen). |
| onder ons onderonsje                       | unter uns ein intimes Gespräch                                                                                    | Verkleinertes Personalpronomen. Kann auch negativ gemeint werden: die Mauschelei. |
| groen groentje                             | grün Neuling, Anfänger                                                                                            | Substantivierter verkleinerter Adjektiv. |
| blauw een blauwtje (lopen)                 | blau abgewiesen werden (während eines Dates)                                                                      | Substantivierter verkleinerter Adjektiv. |
| vijf vijfje                                | fünf u. a. 5-Euro-Banknote                                                                                        | Verkleinertes Numerale. Kann auch beleidigend gemeint werden: „Ze is hoogstens een vijfje“. ↔ „Sie ist höchstens eine Fünf (auf einer Zehner-Skala).“ Kann auch relativierend gemeint werden: „Deze toets gaat een vijfje worden“. ↔ „Diese Prüfung wird eine fünf (aber wird mich nicht sehr scheren).“ |
| bleek bleekjes                             | blass etwas blass                                                                                                 | Verkleinerter Adjektiv. |

## Adjektive

### Veränderliche Adjektive
Die Adjektivdeklination hängt im Niederländischen sowohl vom Artikel des Substantivs als von der vorangehenden Wortart ab. Nach den bestimmten Artikeln, nach Demonstrativpronomen und nach Possessivpronomen erhalten Adjektive die Endung -e:
| Wortart                      | Beispiel der Verwendung           | Grundform des Adjektivs | Übersetzung                           | Anmerkung        |
| ---------------------------- | --------------------------------- | ----------------------- | ------------------------------------- | ---------------- |
| Bestimmter Artikel (Utrum)   | De saaie man                      | saai                    | Der langweilige Mann                  |                  |
| Bestimmter Artikel (Neutrum) | Het mooie meisje                  | mooi                    | Das schöne Mädchen                    |                  |
| Demonstrativpronomen         | De lelijke vrouw Het lelijke huis | lelijk                  | Die hässliche Frau Das hässliche Haus |                  |
| Demonstrativpronomen         | De rode auto                      | rood                    | Das rote Auto                         | [rot] → [rodə]   |
| Possessivpronomen            | Hun nieuwe fietsen                | nieuw                   | Ihre neue Fahrräder                   |                  |
| Possessivpronomen            | Mijn grote liefde                 | groot                   | Meine große Liebe                     | [ɣrot] → [ɣrotə] |
| Possessivpronomen            | Onze lieve ouders                 | lief                    | Unsere liebe Eltern                   | [f] → [v]        |

Bei sächlichen Substantiven bleibt das Adjektiv nach dem unbestimmten Artikel und Indefinitpronomen (geen, ieder, veel, welk, zo'n) ungebeugt. Utrum-Substantive erhalten ein -e:
| Wortart                        | Beispiel der Verwendung        | Grundform des Adjektivs | Übersetzung                           | Anmerkung |
| ------------------------------ | ------------------------------ | ----------------------- | ------------------------------------- | --------- |
| Unbestimmter Artikel (Utrum)   | Een belangrijke voorwaarde     | belangrijk              | Eine wichtige Bedingung               |           |
| Unbestimmter Artikel (Neutrum) | Een geweldig idee              | geweldig                | Eine tolle Idee                       |           |
| Indefinitpronomen              | Hij is geen ongeduldige jongen | ongeduldig              | Er ist kein ungeduldiger Junge        |           |
| Indefinitpronomen              | Er is veel vervelend nieuws    | vervelend               | Es gibt viele unangenehme Nachrichten |           |

In prädikativer Stellung wird das Adjektiv nicht gebeugt, wie auch nicht bei adverbialer Verwendung:
| Beispiel der Verwendung      | Grundform des Adjektivs | Übersetzung               | Anmerkung |
| ---------------------------- | ----------------------- | ------------------------- | --------- |
| De jongen rende snel         | snel                    | Der Junge rannte schnell  |           |
| De vrouw heeft goed gezongen | goed                    | Die Frau hat gut gesungen |           |

### Unveränderliche Adjektive
Adjektive, die auf die Vokale -a, -é, -i, -y, -o, -e (Schwa-Laut) oder auf -en enden, werden nicht gebeugt. Auch Stoffadjektive und die Adjektive rechter, linker und gratis werden nicht gebeugt:
| Beispiel der Verwendung | Grundform des Adjektivs | Übersetzung             | Anmerkung                        |
| ----------------------- | ----------------------- | ----------------------- | -------------------------------- |
| Een cliché film         | cliché                  | Ein klischeehafter Film | Vokal auf -a, -é, -i, -y, -o, -e |
| Het houten been         | houten                  | Das Holzbein            | Stoffadjektiv                    |
| Een dronken man         | dronken                 | Ein betrunkener Mann    | Vokal auf -en                    |
| Aan de linker kant      | linker                  | an der linken Seite     | rechter, linker, gratis          |

## Pronomina

### Personalpronomen
| Personalpronomen Nominativ | Personalpronomen Akkusativ/Dativ | Übersetzung    | Anmerkung                                      |
| -------------------------- | -------------------------------- | -------------- | ---------------------------------------------- |
| ik                         | mij                              | ich, mich/mir  |                                                |
| jij                        | jou                              | du, dich/dir   |                                                |
| u                          | u                                | Sie, Sie/Ihnen |                                                |
| hij                        | hem                              | er, ihn/ihm    |                                                |
| zij                        | haar                             | sie, sie/ihr   |                                                |
| het                        | hem                              | es, es/ihm     |                                                |
| men                        | –                                | man, −         |                                                |
| wij                        | ons                              | wir, uns       |                                                |
| jullie                     | jullie                           | ihr, euch      |                                                |
| zij                        | hen/hun                          | sie, sie/ihnen | Akkusativ und nach Präposition: hen Dativ: hun |

Die Personalpronomen im Singular sind hij (männlich), zij / ze (weiblich) und het (sächlich). Bei den weiblichen Personalpronomen gibt es einen Unterschied zwischen einer betonten (zij) und unbetonten (ze) Variante.
| Genus      | Personalpronomen | Beispiel                          | Übersetzung                             |
| ---------- | ---------------- | --------------------------------- | --------------------------------------- |
| Maskulinum | hij              | De auto, hij is gestolen!         | Das Auto, es wurde gestohlen!           |
| Femininum  | zij, ze          | Deze vrouw, ze was hier al vaker. | Diese Frau, sie war schon öfter hier.   |
| Neutrum    | het              | Dit kind, het huilt de hele dag.  | Dieses Kind, es schreit den ganzen Tag. |

### Possessivpronomen
| Possessivpronomen | Übersetzung | Anweisung                   |
| ----------------- | ----------- | --------------------------- |
| mijn              | mein-       |                             |
| jouw              | dein-       |                             |
| uw                | Ihr-        |                             |
| zijn              | sein-       |                             |
| haar              | ihr-        |                             |
| ons, onze         | unser-      | ons (sächlich) onze (utrum) |
| jullie            | euer, eur-  |                             |
| hun               | ihr-        |                             |

Die Possessivpronomen außer Sexus sind im Singular zijn (männlich und sächlich), haar / d'r (weiblich) und hun im Plural. Bei den weiblichen Personalpronomen gibt es einen Unterschied zwischen einer betonten (haar) und einer unbetonten Variante (d'r).
| Genus      | Possessivpronomen | Beispiel                                        | Übersetzung                                             |
| ---------- | ----------------- | ----------------------------------------------- | ------------------------------------------------------- |
| Maskulinum | zijn              | De stoel staat niet meer op zijn plek.          | Der Stuhl befindet sich nicht länger auf seiner Stelle. |
| Femininum  | haar              | De waarheid vindt haar weg wel.                 | Die Wahrheit wird ihren Weg finden.                     |
| Neutrum    | zijn              | Het advocatenkantoor heeft zijn glans verloren. | Das Anwaltsbüro hat sein Ansehen verloren.              |

- Weibliche Wesen, die grammatische Neutra sind, werden mit dem Possessivpronomen "haar" angedeutet.

## Adverbien

### Kausaladverbien
| Kausaladverb                | Beispiel der Verwendung | Übersetzung                                                                                              | Anmerkung                       |
| --------------------------- | --- | --- | ------------------------------- |
| Daarom                      | We stellen u op de hoogte, zodra we uw resultaten hebben. Daarom hebben we nu nog uw telefoonnummer nodig. | Wir benachrichtigen Sie, sobald wir Ihre Ergebnisse haben. Deshalb brauchen wir noch Ihre Telefonnummer. | Begründung                      |
| Dus Daardoor                | Ik heb morgen vroeg een afspraak bij de dokter, dus ik kom een beetje later op kantoor. Ik heb morgen vroeg een afspraak bij de dokter, daardoor kom ik een beetje later op kantoor.                                                                                  | Ich habe morgen früh einen Arzttermin. Daher komme ich ein wenig später ins Büro.                        | Begründung                      |
| Namelijk                    | Kunt u een beetje langzamer spreken? Ik ben namelijk geen Nederlandse. | Können Sie bitte ein bisschen langsamer sprechen? Ich bin nämlich keine Niederländerin.                  | Begründung                      |
| Desondanks Ondanks dat Toch | Karin gaat het wat de gezondheid betreft niet zo goed. Desondanks gaat ze naar het werk. Karin gaat het wat de gezondheid betreft niet zo goed. Ondanks dat gaat ze naar het werk. Karin gaat het wat de gezondheid betreft niet zo goed. Toch gaat ze naar het werk. | Karin geht es gesundheitlich nicht gut. Trotzdem geht sie zur Arbeit.                                    | Konsequenz, anders als erwartet |
| Anders                      | Kom onder mijn paraplu, anders word je helemaal nat! | Komm unter meinen Regenschirm, sonst wirst du ganz nass!                                                 | Konsequenz, unerwünscht         |
| Dus                         | Erik was gisteren helemaal niet op kantoor, dus hij kan dat geld niet hebben gestolen. | Erik war gestern gar nicht hier im Büro, er kann das Geld also nicht gestohlen haben.                    | Logische Folge                  |

### Interrogativadverbien
| Interrogativadverb | Beispiel der Verwendung                                        | Übersetzung                                                        | Anmerkung                                 |
| ------------------ | -------------------------------------------------------------- | ------------------------------------------------------------------ | ----------------------------------------- |
| wanneer            | Wanneer kom je naar huis?                                      | Wann kommst du nach Hause?                                         |                                           |
| waar               | Waar ben je geweest?                                           | Wo bist du gewesen?                                                |                                           |
| waarom             | Waarom heb je dat gedaan?                                      | Warum hast du das getan?                                           |                                           |
| hoe                | Hoe gaat het met jou?                                          | Wie geht es dir?                                                   |                                           |
| hoelang            | Hoelang wil jij nog blijven?                                   | Wie lange möchtest du noch bleiben?                                |                                           |
| hoeveel            | Hoeveel geld heb je bij je?                                    | Wie viel Geld hast du dabei?                                       |                                           |
| hoezo              | Hoezo heb je mij niet gevraagd, of je mijn auto mag gebruiken? | Wieso hast du mich nicht gefragt, ob du mein Auto benutzen darfst? | Wird nur im direkten Fragesatz verwendet. |

### Modalpartikel
| Modalpartikel | Beispiel der Verwendung                    | Übersetzung                                       |
| ------------- | ------------------------------------------ | ------------------------------------------------- |
| al            | Ah, daar ben je al!                        | Ah, da bist du ja schon!                          |
| even          | Kan je alsjeblieft even voor me nakijken?  | Kannst du bitte (mal) eben für mich nachsehen?    |
| maar eens     | Kijk maar eens hoe hoog ik kan springen!   | Guck mal wie hoch ich springen kann!              |
| toch          | Ik heb je toch gezegd dat ik het niet wil! | Ich habe dir doch gesagt, dass ich es nicht will! |

### Pronominaladverb
Pronominaladverben wie darin, wozu, hiervon sind in mehreren germanischen Sprachen belegt, sie haben sich aber im Niederländischen stark entwickelt und spielen eine große Rolle. Die Relativpronomen werden in Zusammenstellung mit Präpositionen ständig durch ein Pronominaladverb ersetzt:
Het huis waarin ik / waar ik in geboren ben
Das Haus, in dem ich geboren bin (Wörtlich: „Das Haus, worin ich / wo ich in geboren bin“)
| Pronomen        | Ersatzadverb                 |
| --------------- | ---------------------------- |
| alles (alles)   | overal (überall)             |
| dat (das, dass) | daar (dort, da)              |
| dit (dies-)     | hier (hier)                  |
| het (es)        | er (es)                      |
| iets (etwas)    | ergens (irgendwo, irgendwie) |
| niets (nichts)  | nergens (nirgends, nichts)   |
| wat (was)       | waar (wo)                    |

## Verben und Konjugation

### Schwache Verben
Die schwachen Verben des Niederländischen sind unterteilt in zwei Gruppen, Verben auf -te(n) im Präteritum, oder -de(n). Nach einem stimmlosen Plosiv ([p], [t], [k]) oder Frikativ ([f], [s], [x]) im Verbstamm wird das Partizip mit -t geschrieben und endet die Präteritumform auf -te(n). Hinsichtlich der Rechtschreibung müssen bei der Konjugation die Ausspracheregeln beachtet werden: Einfachschreibung der langen Vokale in offenen Silben, Doppelschreibung bei geschlossenen Silben.
| Infinitiv | 1. Person Singular (Präsens) | 2./3. Person Singular (Präsens) | 1./2. Person Plural (Präsens) | 1./2./3. Person Singular (Präteritum) | 1./2./3. Person Plural (Präteritum) | Partizip | Übersetzung | Anmerkung                                                                          |
| --------- | ---------------------------- | ------------------------------- | ----------------------------- | ------------------------------------- | ----------------------------------- | -------- | ----------- | ---------------------------------------------------------------------------------- |
| maken     | maak                         | maakt                           | maken                         | maakte                                | maakten                             | gemaakt  | machen      | Plosiv ([k]) → -te(n)                                                              |
| fietsen   | fiets                        | fietst                          | fietsen                       | fietste                               | fietsten                            | gefietst | Rad fahren  | Frikativ ([s]) → -te(n)                                                            |
| groeten   | groet                        | groet                           | groeten                       | groette                               | groetten                            | gegroet  | grüßen      | Plosiv ([t]) → -te(n) Kein Dopplung des T's beim 2./3. Person Singular im Präsens. |
| vrezen    | vrees                        | vreest                          | vrezen                        | vreesde                               | vreesden                            | gevreesd | fürchten    | -                                                                                  |
| spelen    | speel                        | speelt                          | spelen                        | speelde                               | speelden                            | gespeeld | spielen     | -                                                                                  |
| branden   | brand                        | brandt                          | branden                       | brandde                               | brandden                            | gebrand  | brennen     | -                                                                                  |

- Die Konsonanten g und ch werden im modernen Niederländischen identisch ausgesprochen, bei den Präteritumendungen wird nur ch als Frikativ angesehen.
- Falls das Verb mit dem Präfix be-, her-,er-, ont- oder ver- anfängt, wird das Partizip ohne ge- gebildet.

### Unregelmäßige Verben

#### Modalverben
| Infinitiv   | 1. Person Singular (Präsens) | 2. Person Singular (Präsens) | 3. Person Singular (Präsens) | 1./2. Person Plural (Präsens) | 1./2./3. Person Singular (Präteritum) | 1./2./3. Person Plural (Präteritum) | Partizip | Übersetzung | Anmerkung                                                                |
| ----------- | ---------------------------- | ---------------------------- | ---------------------------- | ----------------------------- | ------------------------------------- | ----------------------------------- | -------- | ----------- | ------------------------------------------------------------------------ |
| zijn, wezen | ben                          | bent                         | is                           | zijn                          | was                                   | waren                               | geweest  | sein, wesen |                                                                          |
| hebben      | heb                          | hebt                         | heeft                        | hebben                        | had                                   | hadden                              | gehad    | haben       |                                                                          |
| worden      | word                         | wordt                        | wordt                        | worden                        | werd                                  | werden                              | geworden | werden      |                                                                          |
| zullen      | zal                          | zult                         | zal                          | zullen                        | -                                     | -                                   | -        | werden      | „zullen“ kann nur als Hilfsverb zur Bildung des Futurs verwendet werden. |

#### Aspektuale Modalverben
Außergewöhnlich für germanische Sprachen, benutzt das Niederländische die Verben staan, liggen und zitten (stehen, liegen, sitzen), neben regulären starken Verben, auch als Art Hilfsverb:
| Infinitiv | 1. Person Singular (Präsens) | 2./3. Person Singular (Präsens) | 1./2. Person Plural (Präsens) | 1./2./3. Person Singular (Präteritum) | 1./2. Person Plural (Präteritum) | Partizip | Beispiel                                                | Übersetzung                                 | Anmerkung                                                                                     |
| --------- | ---------------------------- | ------------------------------- | ----------------------------- | ------------------------------------- | -------------------------------- | -------- | ------------------------------------------------------- | ------------------------------------------- | --------------------------------------------------------------------------------------------- |
| staan     | sta                          | staat                           | staan                         | stond                                 | stonden                          | gestaan  | „Sta niet te liegen!“                                   | Lüge nicht!                                 | Imperativform + Getrennter Infinitiv Wörtlich: Stehe nicht zu lügen! Untersteh dich zu lügen! |
| zitten    | zit                          | zit                             | zitten                        | zat                                   | zaten                            | gezeten  | In de tank zit nog benzine. - Hij heeft zitten wachten. | Im Tank ist noch Benzin. - Er hat gewartet. | Wörtlich: Im Tank sitzt noch Benzin. - Er hat warten sitzen. oder: Er hat warten gesessen.    |
| liggen    | lig                          | ligt                            | liggen                        | lag                                   | lagen                            | gelegen  | liggen te slapen                                        | schlafen                                    | Wörtlich: daliegen (um) zu schlafen, schlafen liegen                                          |

#### Auxiliarverben (Hilfsverben)
| Infinitiv | 1. Person Singular (Präsens) | 2. Person Singular (Präsens) | 3. Person Singular (Präsens) | 1./2. Person Plural (Präsens) | 1./2./3. Person Singular (Präteritum) | 1./2./3. Person Plural (Präteritum) | Partizip | Übersetzung              | Anmerkung                                        |
| --------- | ---------------------------- | ---------------------------- | ---------------------------- | ----------------------------- | ------------------------------------- | ----------------------------------- | -------- | ------------------------ | ------------------------------------------------ |
| hoeven    | hoef                         | hoeft                        | hoeft                        | hoeven                        | hoefde                                | hoefden                             | gehoeven | brauchen, müssen         | Existiert nur in Kombination mit einer Negation. |
| kunnen    | kan                          | kunt                         | kan                          | kunnen                        | kon                                   | konden                              | gekund   | können                   |                                                  |
| moeten    | moet                         | moet                         | moet                         | moeten                        | moest                                 | moesten                             | gemoeten | müssen, brauchen, sollen |                                                  |
| mogen     | mag                          | mag                          | mag                          | mogen                         | mocht                                 | mochten                             | gemogen  | dürfen, mögen            |                                                  |
| willen    | wil                          | wil(t)                       | wil                          | willen                        | wou, wilde                            | wouden, wilden                      | gewild   | wollen                   |                                                  |
| zullen    | zal                          | zult                         | zal                          | zullen                        | zou                                   | zouden                              | -        | sollen, werden           | „zullen“ hat kein Partizip.                      |

### Starke Verben
Die Konjugationsendungen im Präsens sind für die starken Verben und die unregelmäßigen Verben, außer hebben, zijn, zullen und willen, gleich. Die starken Verben bekommen bei langen offenen und langen geschlossenen Vokalen auch eine Doppelschreibung des langen Vokals im Singular.
| Infinitiv | 1. Person Singular | 2./3. Person Singular | 1./2./3. Person Plural | Übersetzung | Anmerkung |
| --------- | ------------------ | --------------------- | ---------------------- | ----------- | --- |
| lopen     | loop               | loopt                 | lopen                  | laufen      | Starkes Verb, Doppelschreibung des langen Vokals wegen geschlossener Silbe. |
| gaan      | ga                 | gaat                  | gaan                   | gehen       | Starkes Verb, Einfachschreibung des langen Vokals wegen offener Silbe. |
| eten      | eet                | eet                   | eten                   | essen       | Starkes Verb, Doppelschreibung des langen Vokals wegen geschlossener Silbe. Die Endung -t wird bei Verben mit Stamm auf -t beim 2. und 3. Person Singular nicht noch einmal angefügt. |

- Wird die 2. Person Singular der Präsensform nachgestellt, so entfällt die Endung -t.

Im Präteritum gibt es bei den Konjugationsendungen einen Unterschied zwischen Singular und Plural, wobei sich beim Präteritum und beim Partizip der Vokal nach seiner Verbklasse ändert.
| Verbklasse | Infinitiv | Präteritum (Singular) | Präteritum (Plural) | Partizip  | Übersetzung       | Weitere Verben dieser Klasse (Auswahl) | Vokalwechsel (IPA)       |
| ---------- | --------- | --------------------- | ------------------- | --------- | ----------------- | --- | ------------------------ |
| 1.         | rijden    | reed                  | reden               | gereden   | fahren            | bezwijken, bijten, blijken, blijven, drijven, glijden, grijpen, hijsen, kijken, kijven, knijpen, krijgen, krijsen, krijten, kwijten, lijden, lijken, mijden, nijgen, nijpen, prijzen, rijgen, rijten, rijven, rijzen, schijnen, schijten, schrijden, schrijven, slijpen, slijten, smijten, snijden, spijten, splijten, stijgen, stijven, strijden, strijken, (aan)tijgen, verdwijnen, vijzen, vrijen, wijken, wijten, wijzen, wrijten, wrijven, zijgen, zwijgen | [ɛɪ] → [e] → [e] → [e]   |
| 2a.        | vriezen   | vroor                 | vroren              | gevroren  | frieren           | bedriegen, bieden, genieten, gieten, kiezen, klieven, liegen, rieken, schieten, verdrieten, verliezen, vlieden, vliegen, vlieten, zieden | [i] → [ɔː] → [ɔː] → [ɔː] |
| 2b.        | sluiten   | sloot                 | sloten              | gesloten  | schließen         | buigen, druipen, duiken, fluiten, fuiven, kluiven, kruien, kruipen, (ont)luiken, pluizen, ruiken, schuilen, schuiven, sluiken, sluipen, snuiten, snuiven, spruiten, spuiten, stuiven, tuigen, wuiven, zuigen, zuipen | [ay] → [ɔː] → [ɔː] → [o] |
| 3a.        | binden    | bond                  | bonden              | gebonden  | binden            | beginnen, blinken, (af)dingen, dringen, drinken, dwingen, glimmen, klimmen, klinken, krimpen, ontginnen, schrikken, slinken, spinnen, springen, stinken, verslinden, verzwinden, vinden, winden, winnen, wringen, zingen, zinken, zinnen | [ɪ] → [ɔ] → [ɔ] → [ɔ]    |
| 3b.        | bergen    | borg                  | borgen              | geborgen  | bergen            | delven, gelden, kerven, melken, schelden, schenden, schenken, smelten, treffen, trekken, vechten, vlechten, zwelgen, zwellen, zwelten, zwemmen, zenden | [ɛ] → [ɔ] → [ɔ] → [ɔ]    |
| 3c.        | helpen    | hielp                 | hielpen             | geholpen  | helfen            | (be)derven, sterven, werpen, werven, zwerven | [ɛ] → [i] → [i] → [ɔ]    |
| 4a.        | stelen    | stal                  | stalen              | gestolen  | stehlen           | bevelen, breken, komen, nemen, spreken, steken | [e] → [ɑ] → [a] → [o]    |
| 4b.        | scheren   | schoor                | schoren             | geschoren | rasieren, scheren | wegen, zweren | [e] → [ɔ:] → [ɔ:] → [ɔ:] |
| 5a.        | geven     | gaf                   | gaven               | gegeven   | geben             | eten, genezen, lezen, meten, treden, vreten, vergeten, weven | [e] → [ɑ] → [a] → [e]    |
| 5b.        | liggen    | lag                   | lagen               | gelegen   | liegen            | bidden, liggen, zitten | [ɪ] → [ɑ] → [a] → [e]    |
| 6.         | graven    | groef                 | groeven             | gegraven  | graben            | varen, dragen | [a] → [u] → [u] → [a]    |
| 7a.        | laten     | liet                  | lieten              | gelaten   | lassen            | blazen, slapen, raden | [a] → [i] → [i] → [a]    |
| 7b.        | vallen    | viel                  | vielen              | gevalen   | fallen            | - | [ɑ] → [i] → [i] → [ɑ]    |
| 7c.        | vangen    | ving                  | vingen              | gevangen  | fangen            | hangen | [ɑ] → [ɪ] → [ɪ] → [ɑ]    |
| 7d.        | lopen     | liep                  | liepen              | gelopen   | laufen            | - | [o] → [i] → [i] → [o]    |
| 7e.        | roepen    | riep                  | riepen              | geroepen  | rufen             | - | [u] → [i] → [i] → [u]    |
| 7f.        | houden    | hield                 | hielden             | gehouden  | halten            | houwen | [au] → [i] → [i] → [au]  |

### Konjunktiv,  Perfekt, Plusquamperfekt und Progressives Präsens
Der Konjunktiv I wird im Niederländischen mit „zou / zouden“ (Präteritum von „zullen“) + Infinitiv gebildet. Der Konjunktiv II kann an bestimmten Stellen auch mit „had / hadden“ (Präteritum von „hebben“) geformt werden.
| Beispiel                                    | Übersetzung                                 | Anmerkung                                                    |
| ------------------------------------------- | ------------------------------------------- | ------------------------------------------------------------ |
| Hij zou de loterij hebben gewonnen.         | Er hätte die Lotterie gewonnen.             | Wörtlich: Er würde die Lotterie gewonnen haben.              |
| Had ik dat geweten, had ik het niet gedaan. | Wüsste ich das, hätte ich es nicht gemacht. | Wörtlich: Hatte ich das gewusst, hatte ich es nicht gemacht. |

Das Perfekt wird durch die jeweilige Personalform von zijn oder hebben im Präsens und das Partizip gebildet:
| Beispiel               | Übersetzung       |
| ---------------------- | ----------------- |
| Ik ben geweest         | Ich bin gewesen   |
| Jij hebt gehad         | Du hast gehabt    |
| Wij zijn gekomen       | Wir sind gekommen |
| Jullie hebben gespeeld | Ihr habt gespielt |
| Hij is begonnen        | Er hat angefangen |
| Wij hebben ontmoet     | Wir sind begegnet |

Das Plusquamperfekt wird durch die entsprechende Personalform von zijn oder hebben im Imperfekt und das Partizip gebildet:
| Beispiel         | Übersetzung       |
| ---------------- | ----------------- |
| Ik was geweest   | Ich war gewesen   |
| Wij zijn geweest | Wir waren gewesen |
| Hij had gehad    | Er hatte gehabt   |
| Wij hadden gehad | Wir hatten gehabt |

Mit dem progressiven Präsens ist im Niederländischen eine Verlaufsform gemeint, die angibt, dass gerade eine Tätigkeit stattfindet. Sie wird durch ein Gefüge mit der entsprechenden Form von zijn im Präsens, der Präposition „aan“, dem Artikel „het“ und einem Infinitiv gebildet:
| Beispiel                          | Übersetzung                     | Anmerkung            |
| --------------------------------- | ------------------------------- | -------------------- |
| Ik was mijn handen                | Ich wasche meine Hände          | Präsens              |
| Ik ben mijn handen aan het wassen | Ich wasche mir gerade die Hände | Progressiver Präsens |

- Eine ähnliche Konstruktion wird mit den aspektualen Modalverben, der Präposition te („zu“) und einem Infinitiv gebildet.